# Paul Ziller (réalisateur)
Pour les articles homonymes, voir Paul Ziller et Ziller (homonymie).
Paul Ziller est un réalisateur, scénariste et producteur de cinéma canadien.

## Biographie
Paul Ziller a étudié le cinéma et la télévision à l'université de New York dont il est sorti diplômé à la fin des années 1980.

## Filmographie partielle
Télévision
- 1992 : Bloodfist IV: L'épreuve
- 2003 : Piège en forêt
- 2008 : Ba'al : La Tempête de dieu
- 2008 : La Terreur du Loch Ness
- 2008 : Yeti
- 2010 : Stonehenge Apocalypse
- 2011 : Astéroïde (Collision Earth)
- 2012 : Le Projet Philadelphia, l'expérience interdite
- 2018 : Ma cible pour Noël (Jingle Around the Clock) (téléfilm)
- 2020 : Coup de foudre en direct (Love in Store) (téléfilm)
- 2020 : L'Amour entre deux pages (Just My Type) (téléfilm)
- 2020 : Le Fabuleux Destin de Noël (A Godwink Christmas: Meant for Love) (téléfilm)
- 2020 : Deux Stars pour Noël (Good Morning Christmas!) (téléfilm)
- 2023 : Tout ce que je veux pour Noël... C'est toi ! (We Wish You a Married Christmas) (téléfilm)

## Sources
- (de) Cet article est partiellement ou en totalité issu de l’article de Wikipédia en allemand intitulé « Paul Ziller (Regisseur) » (voir la liste des auteurs).